# U.S. Post Office Albion

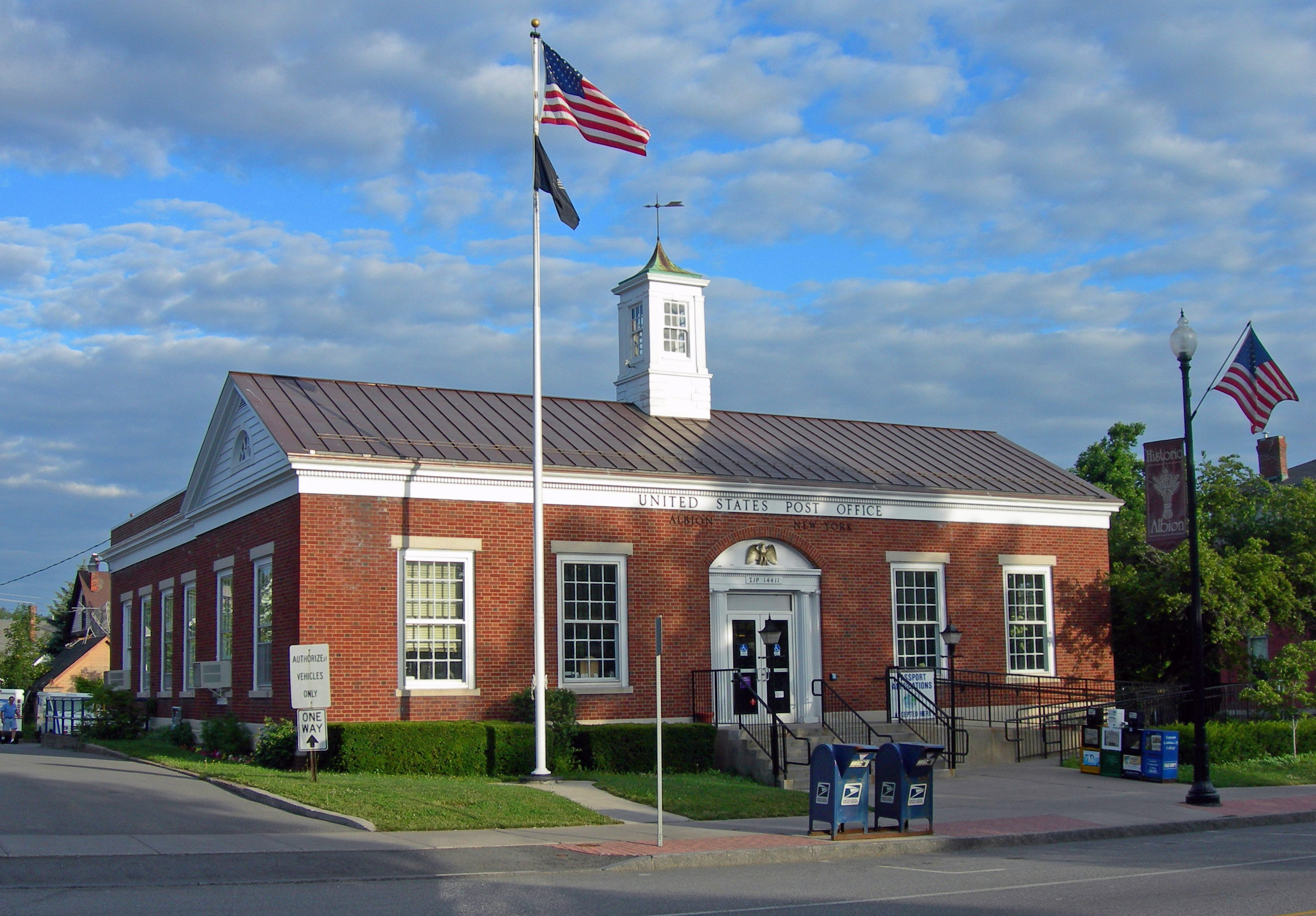
Südfront und Ostseite (2008)

Das U.S. Post Office Albion ist das Postamt des United States Postal Service für den ZIP-Code 14411 und dient der Village und der Town of Albion sowie den angrenzenden Gebieten von Barre und Gaines. Das Gebäude befindet sich an der South Main Street (New York State Route 98) im Zentrum der Town.
Das Gebäude aus Backstein wurde Ende der 1930er Jahre im Stil des Colonial Revival erbaut. In der Lobby befindet sich ein Wandgemälde, das den nahe gelegenen Eriekanal darstellt. Das Postgebäude wurde mit weiteren aktuellen und früheren Postämtern in das National Register of Historic Places aufgenommen. Obwohl das Gebäude innerhalb der Grenzen des Orleans County Courthouse Historic District liegt, gilt es nicht als beitragend zu diesem historischen Bezirk, weil es nach der für den Distrikt signifikanten historischen Periode erbaut wurde.

## Bauwerk
Das Postamt befindet sich an der südwestlichen Ecke der Kreuzung zwischen Main Street und East State Street in der Mitte der Town. Gegenüber liegt das Courthouse des Countys, das von der Straße durch eine kleine Grünfläche mit hochgewachsenen Bäumen getrennt ist. Nördlich davon steht die Swan Library, ein 1840 im neoklassizistischen Stil entstandenes Wohngebäude, das später in eine Bücherei im Stil des Colonial Revival umgebaut wurde. Südlich des Postamts ist ein früheres Wohngebäude aus den 1830er Jahren, in dem heute Büros untergebracht sind. Auf der anderen Seite der Kreuzung steht an der nordöstlichen Ecke die First Presbyterian Church. Das steinerne Gebäude mit dem 53 m hohen Kirchturm ist das höchste Gebäude im Orleans County. Die Main Street fällt Richtung Norden hin leicht ab und führt zum zweiten historischen Distrikt Albions, dem North Main-Bank Streets Historic District und endet am New York State Barge Canal, der früheren Route des Eriekanals.
Das einstöckige Gebäude selbst hat fünf Joche und die Fassade ist mit Backsteinen gemauert. Der Haupttrakt hat ein leicht geneigtes Satteldach, dessen Giebelseiten mit Holzplanken verkleidet sind. Das Dach ist aus Kupfer und das Gesims an der Dachtraufe ist gezähnt. In der Mitte des Daches sitzt eine quadratische Kuppel mit Ecksteinen; dorische Pilastern an den Ecken rahmen die mit sechs über sechs Fensterfeldern versehenen Aufschiebefenster. Abgeschlossen wird die umgekehrt spitzbogenförmige Kuppel mit einer Wetterfahne. Der rückwärtige Flügel verfügt ebenfalls über ein Gesims an der Dachtraufe, hat jedoch ein Flachdach. Dieses hat eine Brüstung mit einer Mauerkrone aus Kalkstein.
Fensterbänke und -stürze aus Kalkstein rahmen die zwölf über zwölf Lichter habendenden Aufschiebfenster an allen Fassadenseiten ein. Eine einfache Lunette befindet sich in jedem Giebelfeld. Der Fries der Ostfassade trägt die Bronzeinschrift UNITED STATES POST OFFICE über dem Haupteingang, die Worte ALBION und NEW YORK sind auf den Backsteinen darunter auf beiden Seiten des Eingangsbogens angebracht. Ein Grundstein mit Datum ist in der nordöstlichen Ecke eingelassen. Ein paar Stufen aus Granit mit den ursprünglichen Geländern und Lampenpfosten sowie eine moderne Auffahrrampe für Rollstuhlrampe führen hinauf zu dem zentral angeordneten Haupteingang.
Der Eingang wird von zwei eingelassenen, geriffelten dorischen Pilastern und Säulen flankiert. Diese unterstützen ein Giebeldreieck mit gezähntem Gesims, an das später eine große Holztafel mit der Inschrift "ZIP 14411" aus Metallbuchstaben befestigt wurde. Darüber ist ein Blindbogen mit einem Adler aus Aluminium.
Im Innern öffnen sich die modernen Doppeltüren zu einem Vestibül aus Holz, das durch schlanke Pilaster betont wird und über vielflächige Butzenscheiben verfügt. Die Hauptlobby hat einen Fußboden aus roten und braunen Keramikfliesen und eine Täfelung aus gelb-braunem Holz. Darüber sind Wand und Decke, einschließlich des trennenden Gesimses verputzt. Ein Großteil der Innenausstattung ist original, darunter die Schalternfenster, die Metallgitter, die Postfächer, die Innentüren und Türeinfassungen, zwei Holztische für die Kunden sowie eine Bekanntmachungstafel. Ein Wandgemälde zeigt Schiffe auf dem Kanal. Es befindet sich hoch an der Wand über dem Büro des Postmeisters.

## Geschichte
Vom Zeitpunkt der Einrichtung des County Seats in Albin im Jahr 1824 an, durch die Zeit seiner Prosperität als Kanalanliegerstadt und als zentraler Verladeort für den Sandstein, der im nahegelegenen Medina gebrochen wurde, kam Albion ohne ein eigenes Postamt aus. Anfang des 20. Jahrhunderts wurde die Post in einem gemieteten Ladenlokal in der East Bank Street ausgegeben. In den 1920er Jahren wurde dies unmodern und die Postverwaltung entschied, dass es Zeit wurde für ein dediziertes Postamt.
1931 autorisierte eine Erweiterung des Public Buildings Act of 1926 ein neues Postamt als Arbeitsbeschaffungsmaßnahme, die aufgrund der Weltwirtschaftskrise aufgelegt wurde, der Grundstein wurde jedoch erst 1936 gelegt, nachdem zwei neoklassizistische Bauwerke an der Stätte abgerissen waren. Die Bauunternehmung Andover & Associates aus New York City erbaute das neue Postamt mit Gesamtkosten von 52.699 $ (in heutigen Preisen 1.031.000$). Es wurde 1937 eröffnet.
Louis A. Simon, der Supervising Architect des Treasury Departments, der die Verantwortung für das Design der meisten Bundesgebäude jener Zeit hatte, wendete denselben Entwurf im Colonial Revival an, den er für zwölf weitere Postämter im Bundesstaat New York verwendet hat. Dies Wahl spiegelt sowohl das Interesse des Schatzministeriums in der Standardisierung als auch die Bevorzugung des Stils während der Weltwirtschaftskrise. Der Entwurf des Postamtes in Albion ist einer der typischsten Vertreter dieser Gruppe von Bauten und weist keine der Variationen auf, die bei den anderen Bauten zu finden sind.
1939 wurde das Wandgemälde Along the Barge Canal von Judson Smith in der Lobby hinzugefügt. Er wurde mit der Erschaffung des Gemäldes beauftragt, nach dem er einen Wettbewerb des Ministeriums gewonnen hatte. Mit Ausnahme der Ersetzung der ursprünglichen Beleuchtung in der Lobby durch eine modernere Ausstattung hab es seit der Errichtung nur geringe Veränderungen des Gebäudes.
Als sechs Jahrzehnte später der Orleans County Courthouse Historic District geschaffen wurde, schlossen seine Grenzen das Postamt ein. Gemeinsam mit dem Countygefängnis bildete das Postamt die beiden der 35 Anwesen in dem Distrikt, die als nicht-beitragend zu dessen historischen Charakter eingestuft wurden, da sie später entstanden sind, als in der Periode von 1830 bis 1910, die als signifikant für die Integrität des historischen Bezirks gilt. Als das Postamt neun Jahre später selbst in das National Register aufgenommen wurde, blieb ihm trotz seines eigenen historischen Charakters die Anerkennung als betragendes Bauwerk verwehrt.

## Belege
1. 1 2  C. Wilson Lettin: National Register of Historic Places Registration: Orleans County Courthouse Historic District. New York State Office of Parks, Recreation and Historic Preservation, Februar 1979, S. 8, abgerufen am 18. August 2010 (englisch).
2. 1 2 3 4 5 6  Larry E. Gobrecht: National Register of Historic Places Registration: United States Post Office, Albion, Orleans County / Albion Post Office. New York State Office of Parks, Recreation and Historic Preservation, Juli 1986, abgerufen am 18. August 2010 (englisch). und begleitende Photos

Koordinaten: 43° 14′ 45,6″ N, 78° 11′ 38,8″ W